# Glen Alvelais
Glen Alvelais (Hayward, Kalifornia, 1968. február 22.–) amerikai gitáros, aki a Forbidden nevű Bay Area-i thrash metal együttes révén vált ismertté az 1980-as évek második felében.

## Zenei pályafutása
Alvelais 1987-ben került a Forbiddenbe Robb Flynn (ma Machine Head) gitáros helyére, aki akkor a Vio-lence-be ment át. Glen játszott a Forbidden mára klasszikussá érett bemutatkozó albumán (Forbidden Evil, 1988). A következő évben, a második stúdióalbum elkészítése előtt lépett ki a csapatból. Az 1990-es években nem volt látványosan aktív, de 1993-ban és 1998-ban is a Testament szólógitárosaként szerepelt, közben pedig a Bizarro és Damage zenekarokkal készített demókat.
2000-ben LD/50 néven demózta fel saját dalait, majd a következő években együttest szervezett maga köré Jeremy Colson dobos és Steve DiGiorgio basszusgitáros részvételével. Glen Alvelais mellett jelenleg Jeremy Colson, valamint a Black Sabbath basszer Geezer Butler szólóalbumain éneklő Clark Brown tagja az LD/50-nek.
2007-ben Glen csatlakozott a tíz év kihagyás után újjáalakuló és koncertező Forbiddenhez. 2009-ben lépett ki ismét a zenekarból, hogy az LD/50-re koncentráljon. 2009-ben részt vett a korábbi Strapping Young Lad tagokat felsorakoztató Tenet bemutatkozó albumának elkészítésében.

## Diszkográfia

### Forbidden
- Forbidden Evil (1988)
- Raw Evil: Live at the Dynamo (Live EP, 1989)

### Testament
- Return to the Apocalyptic City (Live EP, 1993)

### Tenet
- Sovereign (2009)

### Vendégszereplések
- Testament – Demonic (1997)